# Leptataspis specialis
Leptataspis specialis är en insektsart som beskrevs av Victor Lallemand 1927. Leptataspis specialis ingår i släktet Leptataspis och familjen spottstritar. Inga underarter finns listade i Catalogue of Life.